# Marconi Union
Marconi Union is een Britse ambientgroep die bestaat uit Richard Talbot, Jamie Crossley en Duncan Meadows.
De groep ontstond toen Talbot en Crossley elkaar ontmoetten terwijl ze in een platenzaak werkten. De groep weigert meestal interviews en zijn weinig geïnteresseerd in zichzelf te promoten.
Het debuutalbum Under Wires and Searchlights werd in 2003 uitgegeven door het onafhankelijke label Ochre Records, het tweede album bij All Saints Records, dat ook platen uitbracht van Brian Eno en Biosphere. Toen All Saints werd overgenomen door Warner Bros. bleef het werk van Marconi Union op de plank liggen waardoor de groep besloot het derde album in eigen beheer uit te brengen. In 2011 maakte de groep Weightless in samenwerking met de British Academy of Sound Therapy. In een wetenschappelijk onderzoek kwam dit nummer naar voren als meest rustgevend van de onderzochte muziek. Het nummer haalde de 67ste plaats in de Franse hitlijst en het album Weightless (Ambient Transmissions Vol. 2) behaalde de 85ste plaats in de Belgische albumlijst. Er is ook een tien uur durende versie van gemaakt.